# Robson Street

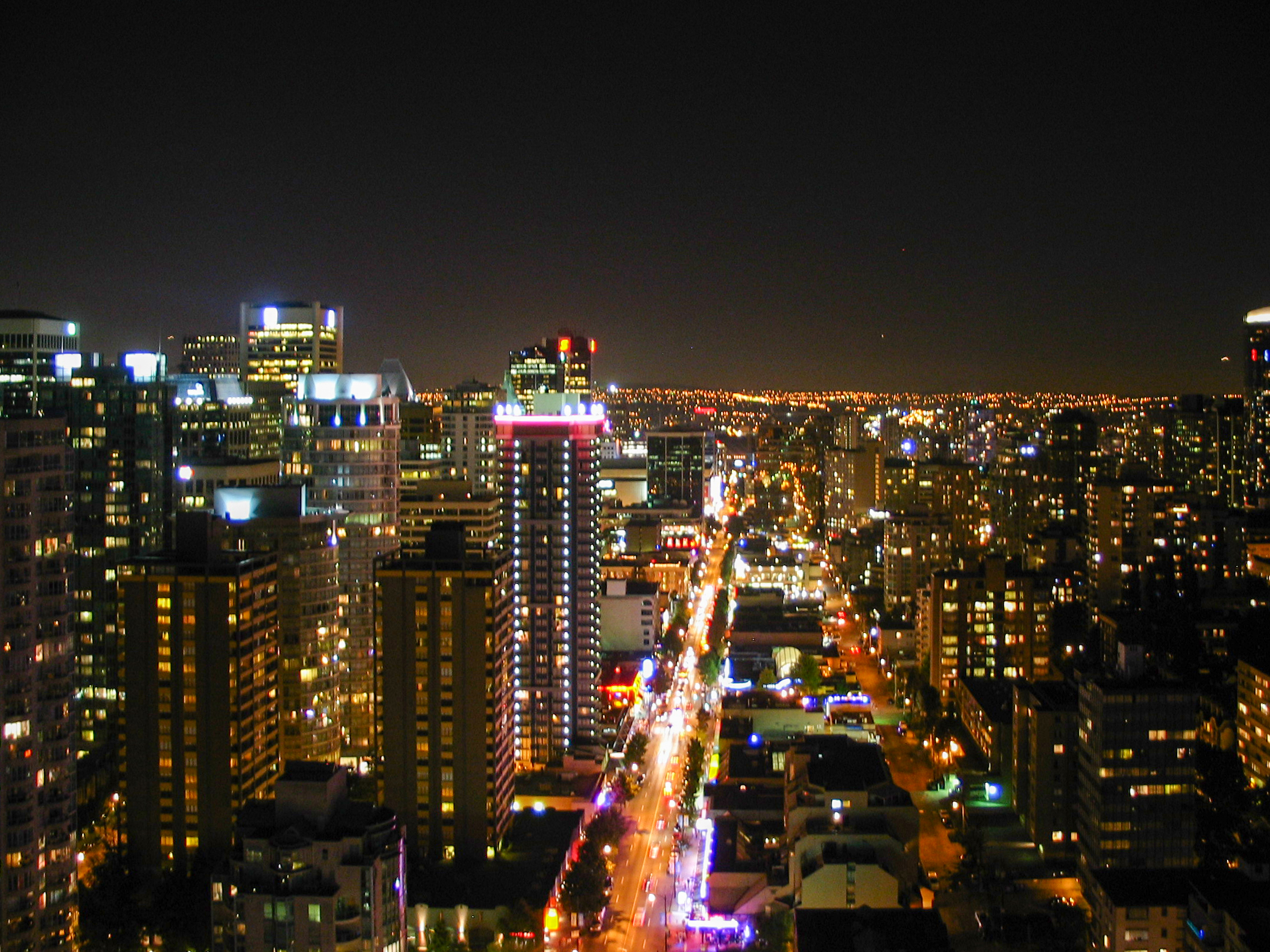
Robson Street di notte.

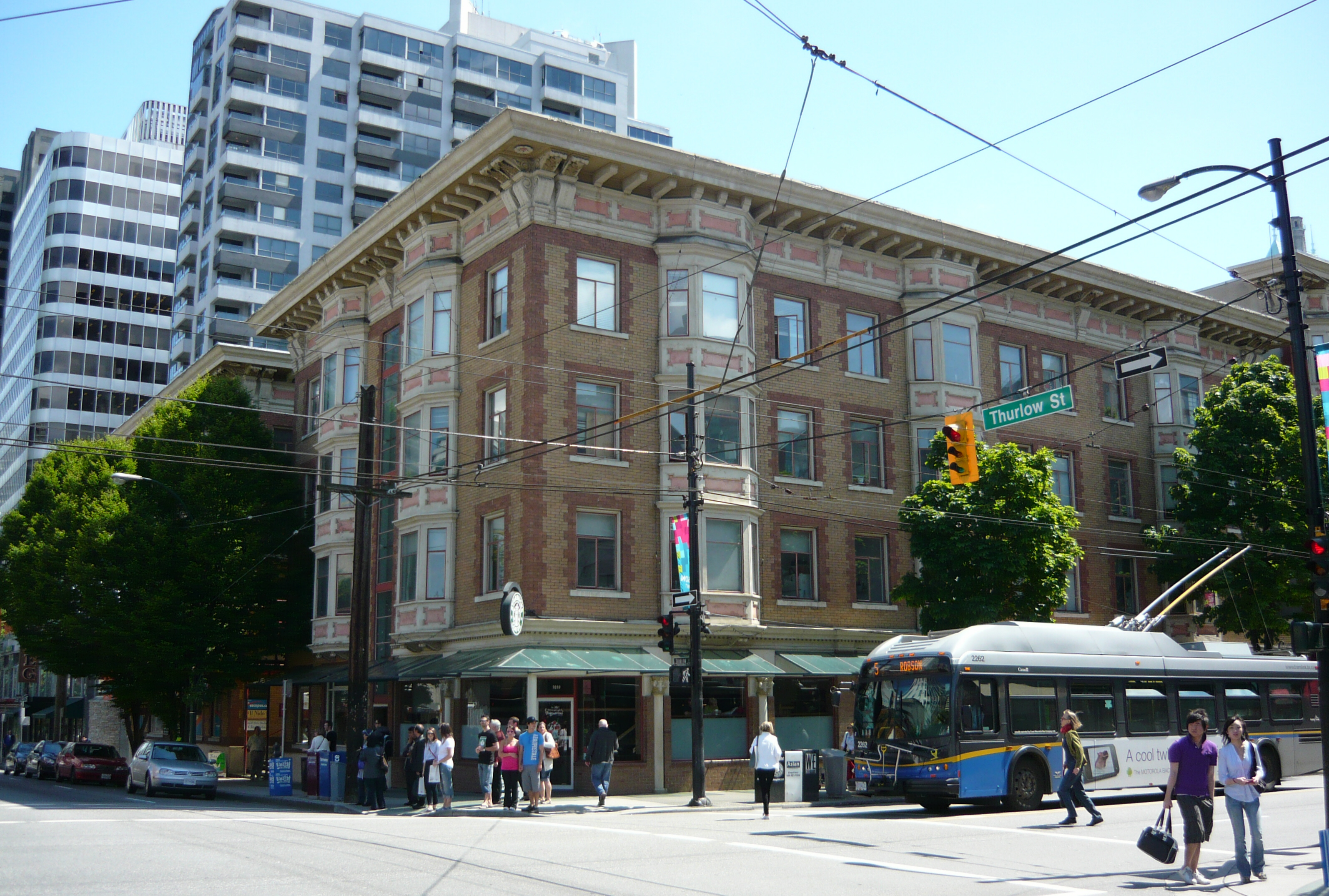
Gli appartamenti "Manhattan" (1908).

Robson Street è una grande arteria stradale di Vancouver. È orientata da sudest a nordovest e attraversa il centro (downtown) e il West End. La via è intitolata a John Robson, primo ministro della Columbia Britannica dal 1889 al 1892, e figura prominente nel processo di integrazione della provincia nella Confederazione canadese.
La via si sviluppa dallo stadio del BC Place (vicino alla costa settentrionale del False Creek) verso nordovest, fino alla Lost Lagoon di Stanley Park. Parte della via, da Burrard Street fino a Jervis Street, è anche nota col nomignolo storico di Robsonstrasse, a causa della comunità di origini tedesche che vi si era sviluppata dopo la seconda guerra mondiale.
Un tempo caratterizzata da piccoli negozi di quartiere, Robson Street è diventata gradualmente una via di lusso, con negozi di grandi firme e ristoranti di lusso, soprattutto nella zona fra Burrard Street e Bute Street. Il prezzo medio degli affitti per metro quadro la colloca costantemente fra le più costose al mondo.
La denominazione di Robson Street è stata usata in una versione canadese del Monopoly per una dei due terreni di maggior valore. L'intersezione fra Robson e Thurlow era nota per la presenza di due Starbucks agli angoli opposti della strada, uno per fumatori e uno per non fumatori (prima della promulgazione dei divieti di fumare in tutti i luoghi pubblici chiusi). L'angolo occidentale è anche un noto ritrovo di motociclisti.

## Storia
La via cominciò a svilupparsi nel 1895, con l'arrivo della ferrovia, che a sua volta causò il diffondersi di negozi e ristoranti. Fin dalla prima metà del XX secolo la zona si caratterizzò per una forte presenza di immigrati tedeschi, presenza che aumentò grandemente dopo la seconda guerra mondiale, guadagnando alla via il nomignolo di "Robsonstrasse" (una reminiscenza di questa vecchia denominazione è il nome del "Robstonstrasse Hotel", un albergo tuttora in attività).